# Castillo de San Jorge (Cefalonia)

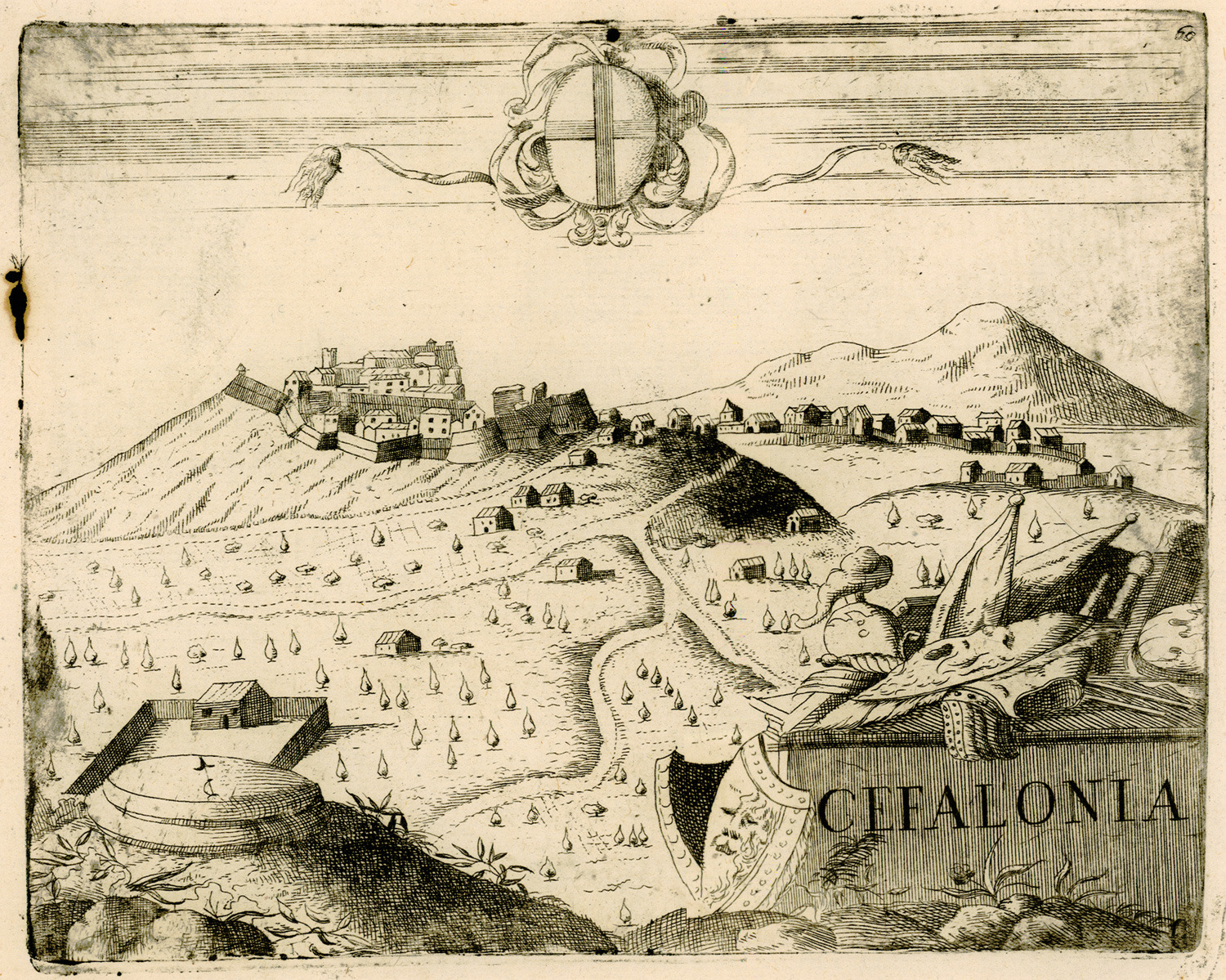
Vista del castillo y su asentamiento a finales del, por Vincenzo Coronelli.

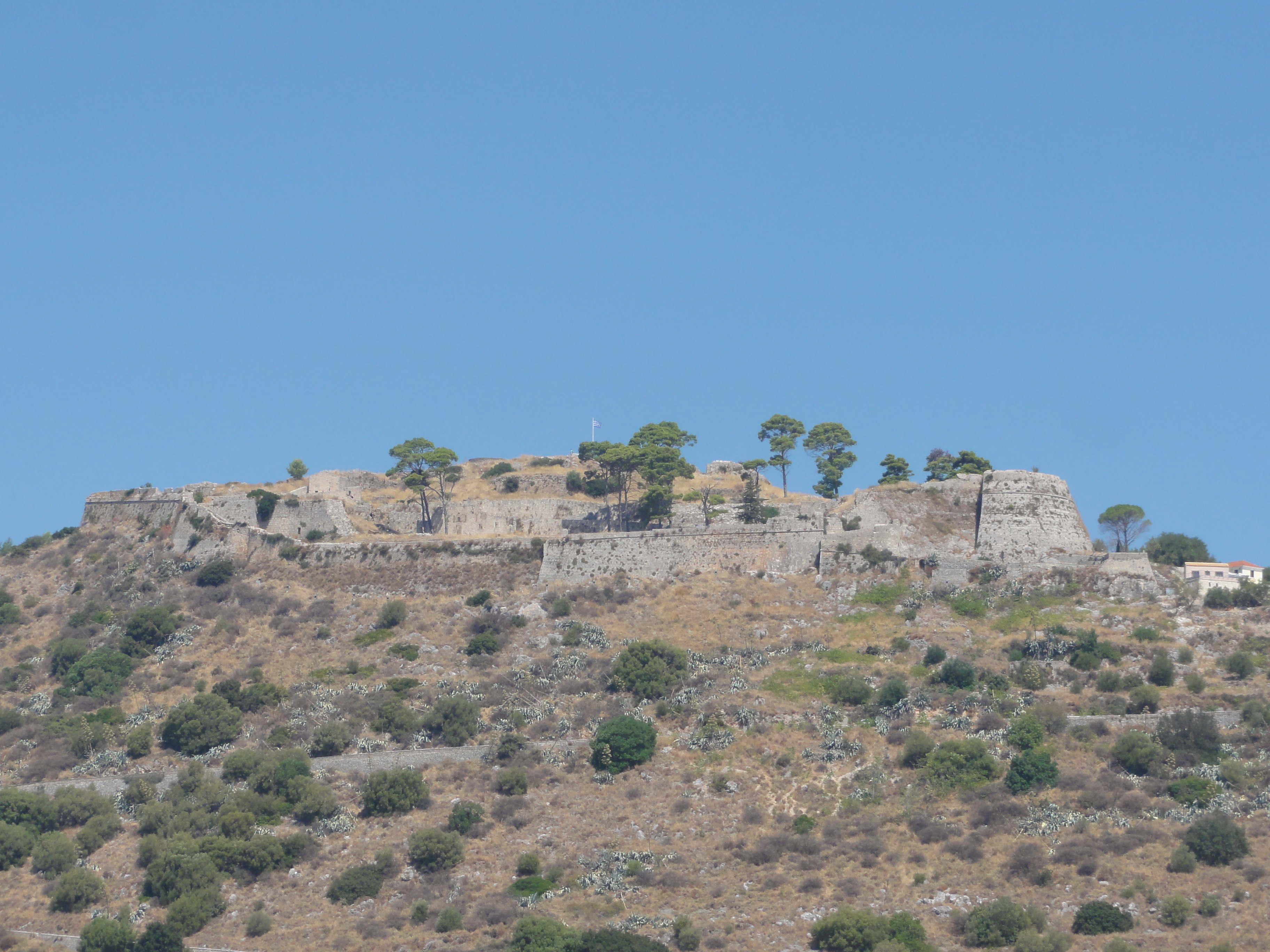
Los restos del castillo en la actualidad.

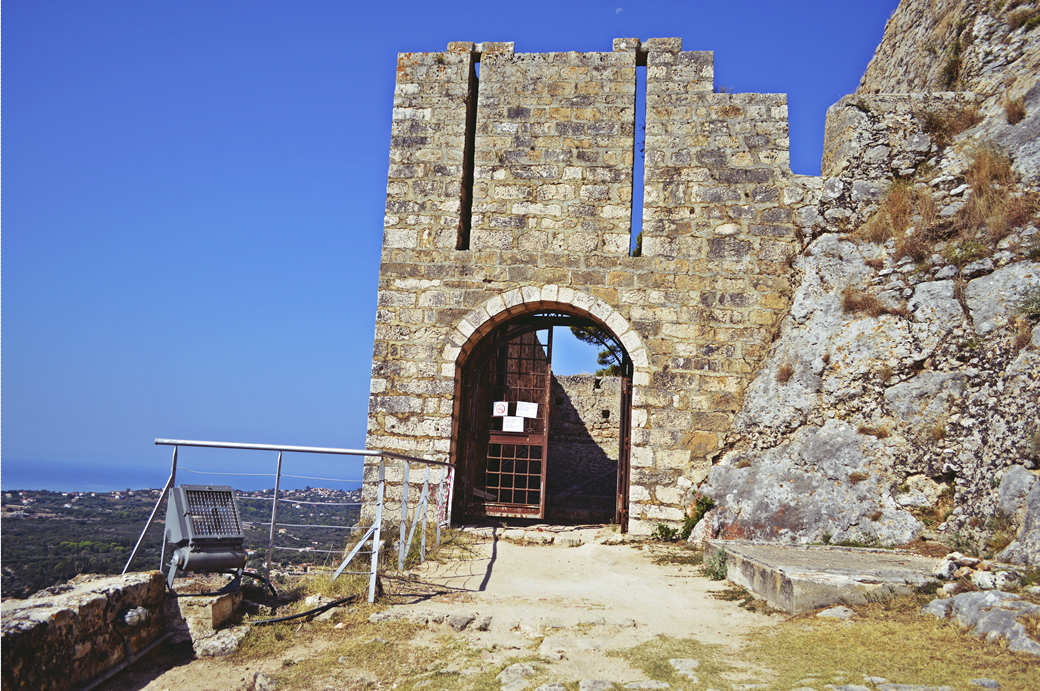
La puerta del castillo.

El castillo de San Jorge (en griego: Καστρο Αγίου Γεωργίου, romanizado: Kastro Agios Georgios), castillo de Cefalonia (en griego: Καστρο Κεφαλλίνης), o simplemente castro (en griego: Καστρο, tdl. ‘fortaleza’) fue un asentamiento fortificado que era el principal poblado de la isla de Cefalonia, Grecia, desde la Edad Media hasta el siglo XVIII.  

## Ubicación
El castillo está situado en una colina de piedra caliza de 320 metros (1050 pies) de altura en el suroeste de Cefalonia, justo al este del pueblo moderno de Castro y a unos 7 kilómetros (4,3 millas) al sureste de la capital moderna de la isla, Argostoli. El sitio era de importancia estratégica y dominaba la parte suroeste de la isla con el fértil valle de Livatho, así como la bahía de Livadi, el principal fondeadero de Cefalonia.

## Historia
El castillo está documentado por primera vez en 1085, cuando fue asediado sin éxito por los italonormandos bajo el mando de Roger Borsa, durante la invasión del Imperio bizantino. Los normandos sufrieron grandes pérdidas debido a la malaria e incluso el padre de Roger, Roberto Guiscardo, murió en la isla durante este tiempo. En 1099 también se registra una incursión de una flota pisana bajo el mando de Dagoberto, en su camino a Tierra Santa, pero el castillo pudo resistir sus ataques. En 1125 o 1126, fue capturado por una flota veneciana, un evento que obligó al emperador Juan II Comneno a reconfirmar los privilegios que se habían otorgado a los venecianos en 1082. Los venecianos también se llevaron las reliquias de Donato de Euroea, que fueron depositadas en la basílica de los Santos María y Donato en Murano. El geógrafo musulmán al-Idrisi visitó la isla y la ciudad-castillo a mediados del siglo XII, y las describió como florecientes.
El castillo recibió su nombre de san Jorge debido a una pequeña iglesia dentro del castillo bizantino original, pero se le da el nombre por primera vez en un documento de 1264, y nuevamente en 1325, cuando Juan de Gravina hizo campaña en la isla para reclamar la posesión del Condado Palatino de Cefalonia y Zacinto. A finales del siglo XIV y principios del xv, el castillo está atestiguado como residencia de la Casa de Tocco, gobernantes del condado palatino y del Despotado de Epiro en el continente. Bajo el reinado de los Tocco, el castillo fue reconstruido y ampliado para cumplir su nuevo propósito como sede de una corte feudal. El castillo y su asentamiento sufrieron graves daños durante un terremoto en 1469.
En agosto de 1479, los otomanos capturaron la isla, sitiaron la fortaleza y mataron a la mayor parte de la guarnición, y se llevaron a sus habitantes para establecerlos en Constantinopla. La fortaleza, junto con la isla, cambió de manos con frecuencia después, antes de volver a estar bajo el dominio veneciano en 1500.
El castillo sufrió graves daños durante el asedio de tres meses que condujo a su captura por los venecianos en 1500. Como resultado, desde 1504 hasta 1594 fue reconstruido a mayor escala con tres bastiones añadidos fuera del recinto principal, de 600 metros (2000 pies) de largo. Bajo el dominio veneciano, creció un asentamiento dentro de las fortificaciones, así como fuera, en el llamado borgo, que hoy es el pueblo de Castro.  En un censo de 1583, se registra que el castillo y el asentamiento tenían 859 habitantes. El asentamiento fue abandonado gradualmente después de 1757, cuando los venecianos trasladaron la sede administrativa de la isla a Argostoli, y el sitio sufrió más daños en la Segunda Guerra Mundial y en el terremoto jónico de 1953.

## Condición actual
Una pequeña parte de los muros de la fortaleza bizantina original sobrevive. El recinto de la época veneciana con su única puerta y los tres bastiones sobreviven en buenas condiciones hoy en día, al igual que la capilla de la guarnición, dedicada a la Virgen María, la iglesia católica de San Marcos y la iglesia ortodoxa griega de San Nicolás, la residencia del provveditore (gobernador) veneciano, cuarteles, cisternas, almacenes y depósitos de pólvora.